# Busiris
|  | Per a altres significats, vegeu «Busiris (fill de Posidó)». |

Busiris fou una ciutat del delta del Nil al Baix Egipte, al sud de Sais. Busiris és el nom grec, transcripció del nom egipci Per Usiri, que vol dir "La llar d'Osiris". Altres tres ciutats anomenades Abusir o Busiris van existir a l'antic Egipte: una a l'oest d'Alexandria coneguda com a Taposiris Magna, una a la regió de Faium entre l'oasi i Afroditòpolis, i una a la regió de Saqqara (Abusir al-Melek). El seu nom inicial fou Djedu, "la vila de Djed", i existia des del temps predinàstic, en què fou la capital del Regne oriental del Delta mentre Behdet era la capital del Regne occidental. D'acord amb la mitologia egípcia Djed i Behdet foren unides per Osiris vers el 3700 aC. El déu adorat a la ciutat era Heqaandjet (Andjety, també esmentat com Anedjti o Anezti) déu de la resurrecció dels homes a l'altre mon, però alguns erudits suposen que Andjety fou en realitat un rei local. Durant la dinastia XI Andjety es va assimilar a Osiris, déu de la fertilitat i de l'èxit, i aquesta unió fou afortunada perquè Osiris va esdevenir un dels principals déus egipcis. La ciutat va canviar el seu nom Djedu per Per Usir (Per-Wsjr-Neb-Djedu, és a dir "La casa d'Osiris el senyor de Djedu) i va esdevenir el principal centre de culte d'Osiris al Baix Egipte (Abidos ho era a l'Alt Egipte). Es feia un festival anyal dedicat al déu. En àrab el nom de la ciutat va derivar en Abusir i avui és una petita ciutat.
Fou capital del nomós IX del Baix Egipte (Anedjty) i tenia un temple funerari d'Osiris (doncs aquest déu suposadament era enterrat a la ciutat) i un temple dedicat a Isis. Va arribar a la seva màxima importància durant l'època ptolemaica quan es va dir Busiris, transcripció grega del nom egipci. El seu nom copte era Pousiris.
Plini esmenta l'Isidis oppidium prop de la ciutat.
En època cristiana fou seu metropolitana de la província d'Aegyptus secunda i el seu bisbe Hermon va assistir al concili de Nicea el 325; en aquest temps el bisbe ho era també de Kynos (Kynos Inferior). Al concili d'Efes el 449, el bisbe Atanasi va defensar a Dioscoros, però es va penedir a Calcedònia. Al segle vii encara és esmentada com a seu d'un bisbe grec però era governada per un bisbe fidel al patriarca jacobita; el 742 el bisbe Jacob va participar en l'elecció del patriarca Miguel I; a Jacob el va succeir Petros; més tard s'esmenta al bisbe Sever (finals del segle X i principis del XI) i Mohna (al segle xiii).
Les ruïnes del temple s'han trobat una mica al nord, a Behbeit el-Hagar.